# Championnat de RDA de football
La DDR-Oberliga était la plus haute division de football de l'ancienne Allemagne de l'Est.
Cette Division 1 porta l'appellation d'« Ostzonenmeisterschaft » de 1947 à 1949. Elle fut renommée « DDR-Oberliga » à l'été 1949 et garda ce nom jusqu'en 1989. 
Après la réunification allemande, dans le courant de la saison 1989-1990, elle fut rebaptisée Oberliga Nordost, puis disparut au terme du championnat 1990-1991.

## Repères chronologiques
- 1945-1947 - Compétitions locales
- 1947-1948 - Compétitions par zone d'occupation, dont l'Osterzonenmeisterschaft
- 1948-1949 - Osterzonenmeisterschaft 1949
- Eté 1949 - Création de la DDR-Oberliga
- Eté 1950 - Création de la DDR-Liga
- Eté 1952 - Création des Bezirksligen
- Eté 1955 - La DDR-Liga est scindée en deux : "I. DDR-Liga" et "II. DDR-Liga". Les Bezirksligen deviennent de facto une Division 4.
- Printemps 1963 - Dissolution de la "II. DDR-Liga", les Bezirksligen redeviennent la Division 3.

## Histoire

### Préambule
Après la reddition de l'Allemagne nazie, le territoire de l'ancien IIIe Reich est partagé en quatre zones d'occupation, chacune placée sous le commandement militaire d'une des nations alliés victorieuses : France, Grande-Bretagne, URSS et États-Unis.
Des tensions apparaissent rapidement et opposent les Soviétiques aux trois autres puissances. En juin 1949, les zones américaine, britannique et française forment la République fédérale d'Allemagne ou RFA. En réponse, en octobre de la même année, l'URSS de Staline fait de sa zone d'occupation la République démocratique allemande ou RDA .

### Reprise des compétitions de football
Peu après la capitulation des Nazis, les Alliés décrètent l'interdiction et la dissolution de tous les clubs et associations allemands (voir Directive no 23). Des Sportgruppe ou Sportgemeinschaft (SG) peuvent ensuite être reconstitués localement mais seulement après avoir obtenu l'accord des autorités militaires. Au départ, ces activités devaient être locales mais dans les zones trois zones occidentales, elles prennent rapidement des dimensions plus régionales, ce qui n'est pas le cas dans la zone soviétique.
Entre la fin de l'année 1945 et le printemps 1947, de petites compétitions sont organisées dans les zones américaine (Sud) et française (Sud-Ouest), ainsi qu'à Berlin.
À l'été 1947, un premier "championnat national" est organisé. Les compétitions reprennent ainsi officiellement sur tout le territoire allemand lors de la saison 1947-1948. Des Oberligen (Ligues supérieures) sont alors instituées, il y en a cinq : Nord, Ouest, Sud-Ouest, Sud et Berlin. Sur le reste du territoire, la compétition porte l'appellation d'Osterzonemeisterschaft. Pour ce championnat de reprise, les huit participants à la phase finale représentent leur "zone d'occupation" mais le qualifié de l'Est, le SG Planitz, se voit refuser le droit de participer par les autorités militaires soviétiques.

### La scission
Avec l'interdiction faite au SG Planitz, la scission est prononcée. Elle se confirme lors des deux saisons suivantes. D'abord sur le plan politique, où les tensions et désaccords sont de plus en plus prononcés, mais aussi sur le plan de l'organisation des compétitions de football. En 1948-1949, la terminologie "zones d'occupation" disparait mais seules les cinq Oberligen de l'Ouest prennent part au championnat. Les équipes de la zone soviétique disputent entre elles ce qui devient le premier championnat est-allemand. Seule la zone de Berlin conserve encore un statut particulier, où des équipes de l'Ouest affrontent des formations de l'Est. Mais dès la saison 1949-1950, la séparation définitive est entérinée. En fin de championnat, le vice-champion berlinois, l'Union Oberschöneweide, formation localisée dans le secteur Est de Berlin, se voit interdire l'accès au tour final national. Les compétitions s'étaient déroulées comme lors de l'exercice précédent, mais la RDA venant d'être créée durant l'automne, la séparation est définitive et la plus haute ligue de la partie orientale de l'Allemagne devient la DDR-Oberliga.

## Création
La plus haute division est nommée DDR-Oberliga. Sa composition est établie en qualifiant le champion et le vice-champion de chacun des Länder composant le territoire de la zone soviétique, à ces dix équipes s’ajoutent le 3e classé de la Saxe, considéré comme un des hauts lieux du football allemand. Les 12e et 13e places sont attribuées au vainqueur et au finaliste de la Coupe, la 14e se décide à la suite d'un barrage départageant une équipe de Saxe (Horch Zwickau) et une de Thuringe (SG Zeiss Jena). Le ZSG Horch Zwickau prend le dessus après une belle (1-1, 2-2 et 3-0) et devient le 14e club de l'élite est-allemande.

### Clubs fondateurs de la DDR-Oberliga
- ZSG Anker Wismar (champion du Mecklembourg-Poméranie occidentale)
- BSG Vorwärts Schwerin (2e du Mecklembourg-Poméranie occidentale)
- BSG Volksstimme Babelsberg (champion du Brandebourg)
- BSG Franz Mehring Marga (2e du Brandebourg)
- ZSG Union Halle (champion de Saxe-Anhalt)
- SG Blau-Weiß Stendal (2e de Saxe-Anhalt)
- SG Dresden-Friedrichstadt (champion de Saxe)
- ZSG Industrie Leipzig (2e de Saxe)
- SG Einheit Meerane (3e de Saxe)
- SG Fortuna Erfurt (champion de Thuringe)
- SG Altenburg-Nord (2e de Thuringe)
- BSG Waggonbau Dessau (vainqueur de la Coupe)
- BSG Gera Süd (finaliste de la Coupe)
- ZSG Horch Zwickau (après barrage)

La RDA instaure donc une ligue unique pour son élite près de 14 ans avant la RFA. Les décisions et volontés du Deutscher Sportausschuß influent alors sur la vie et le fonctionnement des clubs sportifs. La préférence est nettement donnée aux entités étatiques, qui reçoivent le principal soutien financier.

## Organisation
Si l'on fait exception des trois années qui suivent immédiatement la Seconde Guerre mondiale, on peut considérer que la plus haute division est-allemande a toujours été jouée selon le principe d'une ligue unique. Composée de 14 équipes lors de sa création en 1949, elle voit le nombre d’équipes engagées fluctuer lors de ses cinq premières saisons. Il y a successivement 18, 19, 17 puis 15 formations. À partir de l'été 1954, la Division 1 est-allemande retrouve un format à 14, nombre qui ne changera plus jusqu’à la réunification en 1991.
Un autre élément reste également immuable durant toute cette période, le nombre d’équipes reléguées au niveau inférieur en fin de saison : 2, avec cependant trois exceptions, lors des compétitions 1951-1952 et 1952-1953 (4 relégués), ainsi qu'au terme du championnat 1953-1954 (3 relégués).
Juste en dessous de la DDR-Oberliga se trouve la DDR-Liga, équivalent de la 2e division.

### Ingérence politique
La RDA, malgré les grands principes idéologiques communistes martelés par le pouvoir, est durant toute son existence un régime bureaucratique d'essence totalitaire de type stalinien. Tous les pouvoirs sont concentrés entre les mains du seul parti politique autorisé, le SED (Sozialistische Einheitspartei Deutschlands), qui gère et contrôle le déroulement de toutes les activités, y compris celles ayant trait aux sports.
Très populaire, le football est l'objet d'une attention permanente et toute particulière des responsables est-allemands qui confient sa gestion jusqu'en 1957 au Deutscher Sportausschuß (DS), puis à la Deutschen Turn-und Sportbundes (DTSB) qui fonde la Deutscher Fussball Verband (DFV) en 1958.

### Modèle soviétique
Au terme de la saison 1954-1955, les dirigeants politiques de la RDA, par l'intermédiaire du Deutscher Sportausschuß, décident de calquer le déroulement des championnats de football sur le modèle soviétique, soit sur une année calendrier (du début du printemps à la fin de l'automne, suivi d'une longue trêve hivernale).
Durant l'automne 1955, les équipes de toutes les divisions sont appelées à jouer un "tour de transition" (Übergangsrunde) au terme duquel aucun champion n'est désigné. Il n'y a ni montée ni relégation à la fin de cet Übergangsrunde et la saison suivante, qui débute fin février, est donc millésimée 1956. Le principe sera appliqué durant quatre ans, jusqu'au terme de la "saison" 1960.
Arrêtés en décembre 1960, les championnats de football ne reprennent qu'à la fin de l'été 1961 en retrouvant le schéma conventionnel des calendriers sportifs (fin d'été d'une année - fin du printemps de la suivante) pour ce qui devient donc la saison 1961-1962, alors que dans la nuit du 12 au 13 août 1961 débute la construction du Mur de Berlin.

### Saison 1989-1990
Le 9 novembre 1989, la plus importante page de l'histoire contemporaine allemande se tourne avec la chute du Mur de Berlin, qui ouvre définitivement les portes de la réunification allemande et marque le début de la fin du Bloc de l'Est. Au cours de cette saison, la DDR-Oberliga est renommée Oberliga Nordost (Ligue supérieur du Nord-Est).
Les Oberligen (clubs de l'élite est-allemande) se retrouvent au 3e niveau de la hiérarchie de la DFB, mais le Dynamo Dresde qui a remporté le dernier titre est-allemand en 1990 a néanmoins le droit de prendre part à la Coupe d'Europe des Clubs champions la saison suivante. Il y est éliminé en quarts de finale par le futur vainqueur, l'ER Belgrade (2 défaites par 3-0).
Les deux derniers du classements ont été relégués en DDR-Liga, renommée "NOFV-Liga".
Dans le courant de la saison, de nombreux clubs changent leur appellation, le plus souvent pour reprendre leur dénomination historique mais aussi pour effacer les traces du régime stalinien. Ainsi, l'avant-dernier champion de l'Est, le Dynamo Dresde, devient le 1. FC Dynamo Dresde.

### Saison 1990-1991
Cette saison est la dernière de la plus haute division est-allemande, la deuxième sous le nom de Oberliga Nordost. La RDA cesse d'exister le 3 octobre 1990, soit quelques semaines après la reprise de la saison.
Selon les accords conclus entre les dirigeants de la DFB et de la DFV avant que celle-ci disparaisse, deux clubs de l'Est terminant champion et vice-champion de la Oberliga Nordost au printemps 1991 se voient offrir une place dans la Bundesliga (première division allemande) de la saison 1991-1992. Les deux élus sont le Hansa Rostock et le 1. FC Dynamo Dresde.
Champion d'Oberliga Nordost (et de fait dernier champion d'Allemagne de l'Est de l'Histoire), le Hansa Rostock participe à la Coupe d'Europe des Clubs champions 1991-1992. Cette épreuve institue pour la première fois une "phase de groupes" au niveau des quarts de finale qui marque sa transformation en Ligue des Champions, mais le Hansa Rostock est éliminé en seizièmes de finale par le futur vainqueur, le FC Barcelone (défaite 3-0 puis victoire 1-0).
Les clubs classés de la 3e à la 6e place sont directement qualifiés pour la Zweite Bundesliga, les équipes ayant fini de la 7e à la 12e place prennent part à un tour de barrage avec les champions des deux groupes de la "NOFV-Liga pour tenter d'obtenir une des deux places encore ouvertes en 2. Bundesliga (deuxième division allemande).
Les 13 et 14e classés sont renvoyés en Oberliga Nordost et passent donc de la 1re division est-allemande à la 3e du football allemand réunifié.

## Palmarès
| Saison  | Champion                      | Vice-champion                |
| ------- | ----------------------------- | ---------------------------- |
| 1948    | SG Planitz (1)                | Freiimfelde Halle            |
| 1949    | ZSG Union Halle (1)           | Fortuna Erfurt               |
| 1949/50 | Horch Zwickau (2)             | SG Dresden-Friedrichstadt    |
| 1950/51 | BSG Chemie Leipzig (1)        | Turbine Erfurt               |
| 1951/52 | ZSG Turbine Halle (2)         | Volkspolizei Dresde          |
| 1952/53 | Dynamo Dresde (1)             | SC Wismut Aue                |
| 1953/54 | Turbine Erfurt (1)            | BSG Chemie Leipzig           |
| 1954/55 | Turbine Erfurt (2)            | SC Wismut Karl-Marx-Stadt    |
| 1955    | SC Wismut Karl-Marx-Stadt (1) | Empor Rostock                |
| 1956    | SC Wismut Karl-Marx-Stadt (2) | Aktivist Brieske-Senftenberg |
| 1957    | SC Wismut Karl-Marx-Stadt (3) | ASK Vorwärts Berlin          |
| 1958    | ASK Vorwärts Berlin (1)       | Motor Iéna                   |
| 1959    | SC Wismut Karl-Marx-Stadt (4) | ASK Vorwärts Berlin          |
| 1960    | ASK Vorwärts Berlin (2)       | Dynamo Berlin                |
| 1961/62 | ASK Vorwärts Berlin (3)       | Empor Rostock                |
| 1962/63 | Motor Iéna (1)                | Empor Rostock                |
| 1963/64 | BSG Chemie Leipzig (2)        | Empor Rostock                |
| 1964/65 | ASK Vorwärts Berlin (4)       | Motor Iéna                   |
| 1965/66 | ASK Vorwärts Berlin (5)       | FC Carl Zeiss Iéna           |
| 1966/67 | FC Karl-Marx-Stadt (1)        | Lokomotive Leipzig           |
| 1967/68 | FC Carl Zeiss Iéna (2)        | Hansa Rostock                |
| 1968/69 | ASK Vorwärts Berlin (6)       | FC Carl Zeiss Iéna           |
| 1969/70 | FC Carl Zeiss Iéna (3)        | ASK Vorwärts Berlin          |
| 1970/71 | Dynamo Dresde (2)             | FC Carl Zeiss Iéna           |
| 1971/72 | FC Magdebourg (1)             | Dynamo Berlin                |
| 1972/73 | Dynamo Dresde (3)             | FC Carl Zeiss Iéna           |
| 1973/74 | FC Magdebourg (2)             | FC Carl Zeiss Iéna           |
| 1974/75 | FC Magdebourg (3)             | FC Carl Zeiss Iéna           |
| 1975/76 | Dynamo Dresde (4)             | Dynamo Berlin                |
| 1976/77 | Dynamo Dresde (5)             | FC Magdebourg                |
| 1977/78 | Dynamo Dresde (6)             | FC Magdebourg                |
| 1978/79 | Dynamo Berlin (1)             | Dynamo Dresde                |
| 1979/80 | Dynamo Berlin (2)             | Dynamo Dresde                |
| 1980/81 | Dynamo Berlin (3)             | FC Carl Zeiss Iéna           |
| 1981/82 | Dynamo Berlin (4)             | Dynamo Dresde                |
| 1982/83 | Dynamo Berlin (5)             | FC Vorwärts Francfort        |
| 1983/84 | Dynamo Berlin (6)             | Dynamo Dresde                |
| 1984/85 | Dynamo Berlin (7)             | Dynamo Dresde                |
| 1985/86 | Dynamo Berlin (8)             | Lokomotive Leipzig           |
| 1986/87 | Dynamo Berlin (9)             | Dynamo Dresde                |
| 1987/88 | Dynamo Berlin (10)            | Lokomotive Leipzig           |
| 1988/89 | Dynamo Dresde (7)             | Dynamo Berlin                |
| 1989/90 | Dynamo Dresde (8)             | FC Karl-Marx-Stadt           |
| 1990/91 | Hansa Rostock (1)             | Dynamo Dresde                |

## Champions
De 1955 à 1960, les compétitions est-allemandes furent calquées sur le modèle soviétique. C'est-à-dire qu'elles se déroulèrent durant une "année calendrier" du printemps à l'automne avec une longue trêve hivernale. Pendant l'automne 1955, un "tour de transition" (en Allemand : Übergangsrunde) de 13 matches fut joué sans désignation de champion ni de relégués.
Les compétitions reprirent leur cours normal (fin de l'été d'une année jusqu'au terme du printemps de l'année suivante) en vue de la saison 1961-1962. C'est pour cette raison que dans les archives, il n'y a pas de « Champion de RDA » pour le millésime 1961.
| Titres | Clubs                     | Championnats gagnés                                        |
| ------ | ------------------------- | ---------------------------------------------------------- |
| 10     | Dynamo Berlin             | 1979, 1980, 1981, 1982, 1983, 1984, 1985, 1986, 1987,1988. |
| 8      | Dynamo Dresde             | 1953,1971, 1973, 1976, 1977, 1978, 1989, 1990.             |
| 6      | ASK Vorwärts Berlin       | 1958, 1960, 1962, 1965, 1966, 1969.                        |
| 4      | SC Wismut Karl-Marx-Stadt | 1955, 1956, 1957, 1959.                                    |
| 3      | FC Carl Zeiss Iéna        | 1963, 1968, 1970.                                          |
| 3      | FC Magdebourg             | 1972, 1974, 1975.                                          |
| 2      | BSG Chemie Leipzig        | 1951, 1964.                                                |
| 2      | SC Turbine Erfurt         | 1954, 1955.                                                |
| 2      | Hallescher FC             | 1949, 1952.                                                |
| 2      | FSV Zwickau               | 1948, 1950.                                                |
| 1      | FC-Karl-Marx-Stadt        | 1967.                                                      |
| 1      | Hansa Rostock             | 1991.                                                      |

## Statistiques

### Matchs joués
| Nom                | Équipe                                | Matchs joués | Saisons |
| ------------------ | ------------------------------------- | ------------ | ------- |
| Eberhard Vogel     | FC-Karl-Marx-Stadt/FC Carl Zeiss Iéna | 440          | 1962/82 |
| Alois Glaubitz     | BSG Sachsenring Zwickau               | 428          | 1956/73 |
| Henning Frenzel    | 1. FC Lok Leipzig                     | 420          | 1960/78 |
| Hans-Jürgen Dörner | Dynamo Dresde                         | 392          | 1969/86 |
| Reinhard Häfner    | Dynamo Dresde                         | 391          | 1971/88 |
| Wolfgang Seguin    | FC Magdebourg                         | 380          | 1964/81 |
| Joachim Streich    | Hansa Rostock/FC Magdebourg           | 378          | 1969/85 |
| Frank Terletzki    | Dynamo Berlin                         | 373          | 1970/86 |
| Jürgen Croy        | BSG Sachsenring Zwickau               | 372          | 1965/81 |
| Holger Erler       | SC Wismut Aue                         | 359          | 1970/85 |

### Les 10 meilleurs buteurs de la DDR-Oberliga
| Non                  | Équipe                                       | Buts | Matchs | Saisons |
| -------------------- | -------------------------------------------- | ---- | ------ | ------- |
| Joachim Streich      | Hansa Rostock/FC Magdebourg                  | 229  | 378    | 1969/85 |
| Eberhard Vogel       | FC Karl-Marx-Stadt/FC Carl Zeiss Iena        | 188  | 440    | 1962/82 |
| Peter Ducke          | FC Carl Zeiss Iena                           | 153  | 352    | 1960/77 |
| Henning Frenzel      | 1. FC Lokomotive Leipzig                     | 152  | 420    | 1960/78 |
| Günter Schröter      | Dynamo Dresde/Berlin                         | 142  | 321    | 1950/63 |
| Hans-Jürgen Kreische | Dynamo Dresde                                | 131  | 234    | 1964/77 |
| Rüdiger Schnuphase   | FC Carl Zeiss Iena/Rot-Weiß Erfurt           | 123  | 320    | 1972/86 |
| Dieter Kühn          | 1. FC Lokomotive Leipzig                     | 122  | 294    | 1974/91 |
| Bernd Bauchspieß     | 1. FC Zeitz/Dynamo Berlin/BSG Chemie Leipzig | 120  | 264    | 1959/73 |
| Jürgen Heun          | Rot-Weiß Erfurt                              | 114  | 341    | 1976/91 |

### Records
- Club le plus titré : Dynamo Berlin, 10
- Matchs joués : SC Wismut Aue, 1019
- Saisons disputées : SC Wismut Aue, 38
- Points : FC Carl Zeiss Iena, 1097
- Minimum de points : Motor Suhl, 5
- Buts marqués : Dynamo Berlin, 1681
- Meilleure différence de buts : Dynamo Dresde, 655
- Pire différence de buts : 1. FC Union Berlin, -297
- Meilleure moyenne de spectateurs sur une saison : 1953/54, 14 004
- Pire moyenne de spectateurs sur une saison : 1990/91, 4807